# Paepalanthus major
Paepalanthus major är en gräsväxtart som först beskrevs av Harold Norman Moldenke, och fick sitt nu gällande namn av Nancy Hensold. Paepalanthus major ingår i släktet Paepalanthus och familjen Eriocaulaceae. Inga underarter finns listade i Catalogue of Life.